# 샤오미 13
샤오미 13(영어: Xiaomi 13)은 샤오미가 제조한 안드로이드 스마트폰 시리즈이다. 2022년 12월 11일에 발표되었다.